# Портрет маркізи Санта-Крус
 «Портрет маркізи Санта-Крус» (ісп. Retrato de la Marquesa de Santa Cruz) — картина роботи іспанського художника Франсиско Гої, написана в 1805. Останнім часом зберігається в музеї Прадо в Мадриді.

## Історія
Зображена на картині Хоакіна Тельєс-Хірон (ісп. Joaquina Téllez-Girón) була другою дочкою герцога Осуна та дружиною Хосе Сільва-Басана (ісп. Jose Silva-Bazán), що успадкував в 1802 титул маркіза Санта-Крус, а пізніше став першим директором Прадо. Хоакіна Тельєс-Хірон була однією з найшанованіших жінок Іспанії свого часу, була знайома з багатьма поетами та письменниками.
У 1788 Гоя зобразив її ще дівчинкою на картині «Родина герцога Осуна», так само виставленої в музеї Прадо. На портреті 1805 Гоя зобразив маркізу в ролі музи ліричної поезії Евтерпи, що лежить на канапі і з лірою в лівій руці. Вибір саме такого способу обумовлений пристрастю маркізи до поезії.
Протягом багатьох років портрет знаходився в приватній колекції в Більбао. Через фінансові труднощі та питання спадщини власники колекції були змушені продати картину на початку 1980-х, і вона, після зміни кількох господарів, потрапила в збори лорда Уімборна, який в 1986 вирішив продати її на лондонському аукціоні. Після позову в міжнародний суд і сплати близько 6 мільйонів доларів, іспанському уряду вдалося скасувати аукціон та придбати портрет маркізи Санта-Крус, який після цього був виставлений в музеї Прадо.

## Стиль
Портрет маркізи Санта-Крус — це одна з картин Гої, де помітний вплив класицизму і, перш за все, таких сучасників, як Жак-Луї Давід («Портрет мадам Рекам'є») та Антоніо Канова («Портрет Паоліні Бонапарте в образі Венери»), а також вплив таких майстрів, як Гверчіно («Смерть Дідони») та Рембрандт («Даная»).
Поза маркізи на портреті нагадує ранішу «Маху оголену», проте в цьому випадку Гоя дотримується академічних маллярських канонів та доповнює композицію безліччю подробиць, які відсилають до міфологічних сюжетів. Серед іншого можна відзначити листя та кетяги винограду (порівн. «Вакх» Караваджо) або типовий атрибут Евтерпи — ліру (порівн. «Парнас» Рафаеля). Все це елементи класичної школи, від якої Гоя поступово віддаляється.